# Tuculti-Ninurta II
Tuculti-Ninurta II (Tukulti-Ninurta II) foi rei da Assíria de 891 a.C a 883 a.C. Foi filho de Adadenirari II e o segundo rei do período Novo Assírio. Foi sucedido por seu filho, Assurnasirpal II. Durante o seu reinado devolveu à Assíria a antiga grandeza e submeteu a zona de influência dos Arameus que tinha como centro Nísibis junto ao rio Eufrates e do seu afluente o Habur. Estendeu ainda o seu poder até à cidade de Harã, assim como a região entre os rios Grande e Pequeno Zabe.